# NGC 1683
NGC 1683 ist eine Spiralgalaxie vom Hubble-Typ Sa im Sternbild Orion am Himmelsäquator. Sie ist schätzungsweise 172 Millionen Lichtjahre von der Milchstraße entfernt und hat einen Durchmesser von etwa 50.000 Lichtjahren.
Im selben Himmelsareal befinden sich u. a. die Galaxien NGC 1678, NGC 1682, NGC 1684, NGC 1685.
Das Objekt wurde am 1. Januar 1850 von dem Astronomen George Johnstone Stoney entdeckt.